# Kutuzov-rend
A Kutuzov-rend (oroszul: Орден Кутузова [Orgyen Kutuzova]) szovjet és orosz katonai kitüntetés, mely nevét a napóleoni háborúk leghíresebb orosz tábornokáról Mihail Illarionovics Kutuzovról kapta.

## Az elismerésről
A kitüntetést a Legfelsőbb Tanács alapította 1942. július 29-én a nagy honvédő háború alatt. Az ellenséges támadás elhárításában és az azt követő ellentámadás megszervezésében kiemelkedő parancsnoki tevékenység elismerésére hozták létre. Adományozásra került a Vörös Hadsereg tisztjei mellett a szövetséges haderők parancsnokai részére is. A Szovjetunió felbomlását követően ezt az egyik legmagasabb katonai kitüntetési formát az Oroszországi Föderáció is megtartotta. Három különböző fokozatot alapítottak a rendhez így van 1., 2. és 3. osztálya.
Az első osztályú rendet Ivan Galanyin tábornok kapta meg elsőnek, aki a sztálingrádi csata alkalmával érdemelte ezt ki. A második világháború során összesen 669 rendet osztottak ki az első osztályú elismerésből különböző beosztású magasabb parancsnokok részére. A Náci Németország elleni küzdelem kimenetele jelentős mértékben függött a gazdaság teljesítőképességétől, ezért a kimagasló helytállásuk elismeréseképpen a Cseljabinszki Traktorgyár munkásai 1945-ben kollektíven részesültek e magas kitüntetésben.
A 2. osztályú fokozatát 3325 hadtest-, hadosztály- és dandárparancsnok kapta meg. A 3. osztályú kitüntetést egy kicsit később 1943. február 8-án alapították ezred, zászlóalj parancsnokok vagy ezred törzsfőnökök és század parancsnokok kaphatták meg (3328 fő).

### Viselési módja és értéke
A kitüntetést a zubbony jobb oldalán mellmagasságban viselik. Amennyiben több hasonló nagyságrendű kitüntetést is kap a viselője, de nincs nagyobb elismerése akkor a sorrend szerinti első az 1. osztályú Kutuzov-rend majd az 1. osztályú Nahimov érdemrend, ezután a 2. osztályú Kutuzov-rend, majd a 2. osztályú Nahimov érdemrend követi a 3. szintű kitüntetéseket. A kitüntetések komoly értéket képviselnek és kereskednek is velük.

## Változatai
| Első osztályú | Másod osztályú | Harmad osztályú |
| ------------- | -------------- | --------------- |
|               |                |                 |
| Szalagsáv     |                |                 |
|               |                |                 |

## Híres első osztályú kitüntetettek
- Ivan Sztyepanovics Konyev marsall (kétszeresen kitüntetett)
- Rogyion Jakovlevics Malinovszkij marsall
- Leonyid Alekszandrovics Govorov marsall
- Konsztantyin Konsztantyinovics Rokosszovszkij marsall
- Omar Bradley amerikai tábornok

### Fordítás
- Ez a szócikk részben vagy egészben  az   Order of Kutuzov című angol Wikipédia-szócikk ezen változatának fordításán alapul.  Az eredeti cikk szerkesztőit annak laptörténete sorolja fel. Ez a jelzés csupán a megfogalmazás eredetét és a szerzői jogokat jelzi, nem szolgál a cikkben szereplő információk forrásmegjelöléseként.